# Henry O’Neill

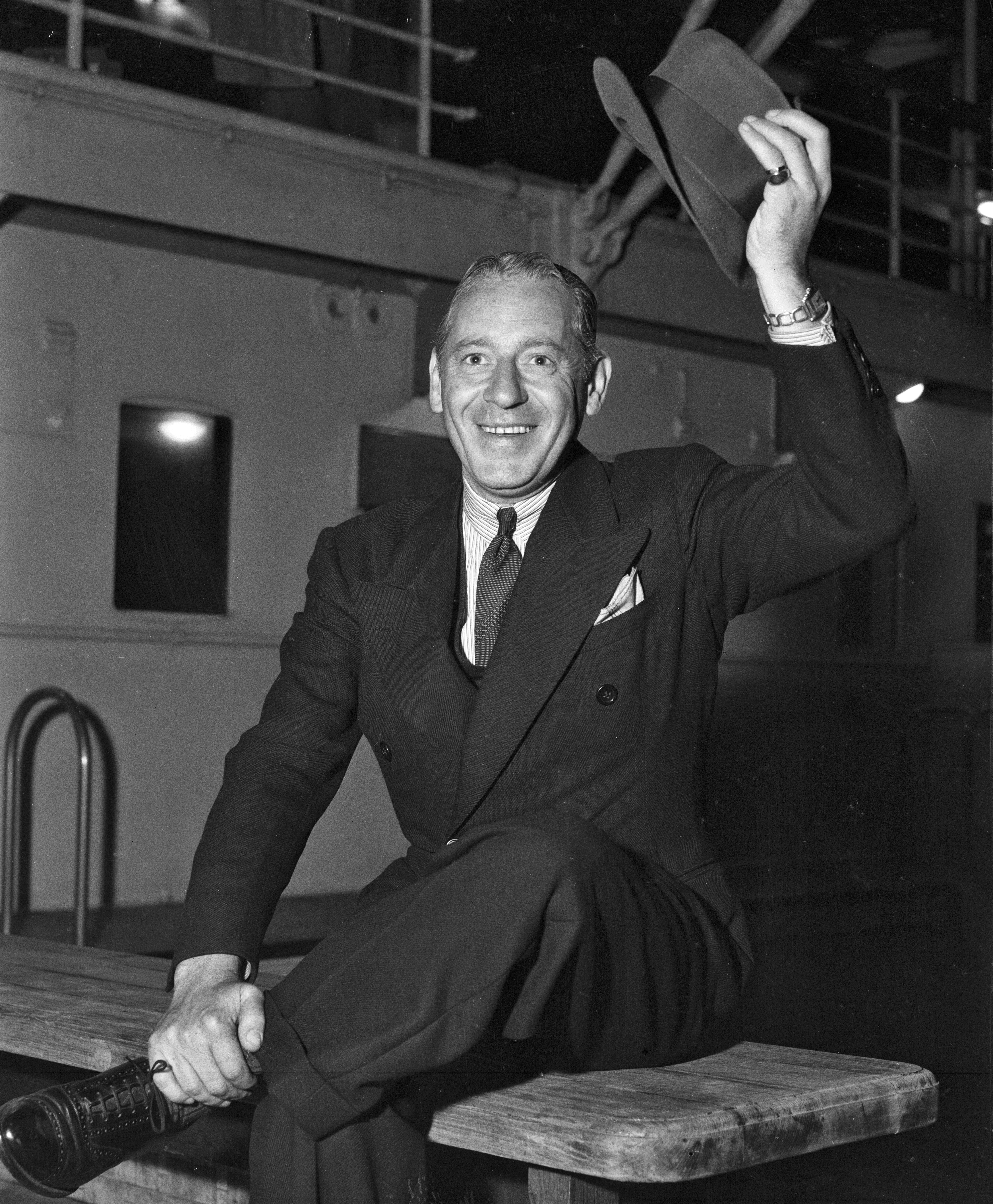
Henry O’Neill (1936)

Henry O’Neill (* 10. August 1891 in Orange, New Jersey; † 18. Mai 1961 in Hollywood, Los Angeles. Kalifornien) war ein US-amerikanischer Theater- und Filmschauspieler.

## Leben
O’Neill wurde 1891 in Orange, New Jersey, geboren. Nach nur einem Jahr verließ er das College, um sich einer Theatertruppe anzuschließen und Schauspieler zu werden. Nach seinem Einsatz im Ersten Weltkrieg kehrte er 1919 zur Bühne zurück. Während der 1920er und frühen 1930er Jahre trat er in 23 Theaterstücken am Broadway in New York auf. 1933 kam er nach Hollywood, wo er einen Vertrag bei Warner Brothers erhielt und fortan in zahlreichen Nebenrollen zu sehen war, so zum Beispiel in der Filmkomödie Der Frauenheld (1933) neben James Cagney, in William Wylers Südstaatendrama Jezebel – Die boshafte Lady (1938) mit Bette Davis, in dem Film noir Nachts unterwegs (1940) mit Humphrey Bogart und in dem Western Land der Gottlosen (1940) an der Seite von Errol Flynn und Olivia de Havilland.
Ab 1941 stand er bei MGM unter Vertrag. Durch sein frühzeitig ergrautes Haar und seine würdevolle Ausstrahlung war er prädestiniert für autoritäre Rollen und kam so häufig als Vater, Priester, Arzt oder auch Richter zum Einsatz, als Letzterer etwa in Mervyn LeRoys Waisenkinddrama Blüten im Staub (1941) mit Greer Garson und Walter Pidgeon in den Hauptrollen oder als Vater von Mickey Rooney in Girl Crazy (1943). Ende der 1950er Jahre zog sich O’Neill aus Alters- und Gesundheitsgründen aus dem Filmgeschäft zurück. Sein letzter Film war John Fords Fliegerdrama Dem Adler gleich (1957) mit John Wayne und Maureen O’Hara.
Von 1924 bis zu seinem Tod war O’Neill mit Anna Barry verheiratet, mit der er ein gemeinsames Kind hatte. Er starb 1961 im Alter von 69 Jahren in Hollywood. Im Jahr zuvor war er mit einem Stern auf dem Hollywood Walk of Fame geehrt worden (6800 Hollywood Boulevard). Sein Grab befindet sich auf dem San Fernando Mission Cemetery in Mission Hills.

## Filmografie (Auswahl)
- 1933: I Loved a Woman
- 1933: The Kennel Murder Case
- 1933: The World Changes
- 1933: The House on 56th Street
- 1933: Mast- und Schotbruch! (Son of a Sailor)
- 1933: Der Frauenheld (Lady Killer)
- 1934: Liebe ohne Zwirn und Faden (Fashions of 1934)
- 1934: I’ve Got Your Number
- 1934: Wonder Bar
- 1934: Call It Murder
- 1934: Das Mädel aus der Unterwelt (Upperworld)
- 1934: Nebel über Frisco (Fog Over Frisco)
- 1934: Madame Dubarry (Madame Du Barry)
- 1934: 1929 – Manhattan N.Y. (Gentlemen Are Born)
- 1934: Liebeskadetten (Flirtation Walk)
- 1934: Murder in the Clouds
- 1934: The Secret Bride
- 1935: Stadt an der Grenze (Bordertown)
- 1935: Living on Velvet
- 1935: In blinder Wut (Black Fury)
- 1935: Öl für die Lampen Chinas (Oil for the Lamps of China)
- 1935: Stranded
- 1935: Im Scheinwerferlicht (Bright Lights)
- 1935: The Case of the Lucky Legs
- 1936: Two Against the World
- 1936: Louis Pasteur (The Story of Louis Pasteur)
- 1936: Die Rache des Toten (The Walking Dead)
- 1936: Ein rastloses Leben (Anthony Adverse)
- 1936: The Golden Arrow
- 1936: Wem gehört die Stadt? (Bullets or Ballots)
- 1936: Mr. Trent schlägt dem Alter ein Schnippchen (The Big Noise)
- 1936: The White Angel
- 1937: Ordnung ist das halbe Leben (The Great O’Malley)
- 1937: Mord im Nachtclub (Marked Women)
- 1937: Das Leben des Emile Zola (The Life of Emile Zola)
- 1937: First Lady
- 1937: Mr. Dodd Takes the Air
- 1937: Frisco-Express (Wells Fargo)
- 1938: White Banners
- 1938: Goldene Erde Kalifornien (Gold Is Where You Find It)
- 1938: Jezebel – Die boshafte Lady (Jezebel)
- 1938: Das Doppelleben des Dr. Clitterhouse (The Amazing Dr. Clitterhouse)
- 1939: Wings of the Navy
- 1939: Herr des wilden Westens (Dodge City)
- 1939: Juarez
- 1939: Ich war ein Spion der Nazis (Confessions of a Nazi Spy)
- 1939: Sons of Liberty (Kurzfilm)
- 1939: Four Wives
- 1939: Calling Philo Vance
- 1939: Zwölf Monate Bewährungsfrist (Invisible Stripes)
- 1940: Paul Ehrlich – Ein Leben für die Forschung (Dr. Ehrlich’s Magic Bullet)
- 1940: ’Til We Meet Again
- 1940: Nachts unterwegs (They Drive by Night)
- 1940: Service with the Colors (Kurzfilm)
- 1940: Knute Rockne, All American
- 1940: Land der Gottlosen (Santa Fe Trail)
- 1941: Das sind Kerle (Men of Boys Town)
- 1941: Der letzte Bandit (Billy the Kid)
- 1941: Allein unter Gangstern (The Get-Away)
- 1941: Blüten im Staub (Blossoms in the Dust)
- 1941: Ein toller Bursche (Honky Tonk)
- 1941: Der Schatten des dünnen Mannes (Shadow of the Thin Man)
- 1941: Der Tote lebt (Johnny Eager)
- 1942: This Time for Keeps
- 1942: Tortilla Flat
- 1942: White Cargo
- 1942: Stand by for Action
- 1943: Und das Leben geht weiter (The Human Comedy)
- 1943: Schrecken aller Spione (Air Raid Wardens)
- 1943: Dr. Gillespie’s Criminal Case
- 1943: Girl Crazy
- 1943: Gangsterjagd in Brooklyn (Whistling in Brooklyn)
- 1943: Der kleine Engel (Lost Angel)
- 1943: Kampf in den Wolken (A Guy Named Joe)
- 1944: The Heavenly Body
- 1944: Main Street Today (Dokumentarkurzfilm)
- 1944: Mein Schatz ist ein Matrose (Two Girls and a Sailor)
- 1944: Die Leibköche seiner Majestät (Nothing but Trouble)
- 1945: Keep Your Powder Dry
- 1945: Between Two Women
- 1945: Gefährliche Partnerschaft (Dangerous Partners)
- 1945: Urlaub in Hollywood (Anchors Aweigh)
- 1946: Das Vermächtnis (The Green Years)
- 1946: Der Mann aus Virginia (The Virginian)
- 1946: Eine Falle für den Banditen (Bad Bascomb)
- 1947: The Beginning or the End
- 1948: Ein Pferd namens October (The Return of October)
- 1949: Der Agent aus der Hölle (Alias Nick Beal)
- 1949: You’re My Everything
- 1949: Strange Bargain
- 1949: Schweigegeld für Liebesbriefe (The Reckless Moment)
- 1949: Holiday Affair
- 1950: Entgleist (No Man of Her Own)
- 1950: The Second Woman
- 1950: Verurteilt (Convicted)
- 1950: The Milkman
- 1950: The Flying Missile
- 1951: Der Mordprozeß O’Hara (The People Against O’Hara)
- 1951: The Family Secret
- 1952: Skandalblatt (Scandal Sheet)
- 1952: Der rote Engel (Scarlet Angel)
- 1953: Wem die Sonne lacht (The Sun Shines Bright)
- 1955: Die Unbezähmbaren (Untamed)
- 1957: Dem Adler gleich (The Wings of Eagle)